# Julia Apostoli
Pour les articles homonymes, voir Apostoli.
Julia Apostoli, de son nom d'origine Ioulia Sergueïevna Salnikova, née le 13 août 1964 à Moscou, est une joueuse de tennis d'origine soviétique, naturalisée grecque en 1991.
Fille du footballeur soviétique Sergueï Salnikov (1925-1984), elle est la mère du joueur de tennis grec Stéfanos Tsitsipás.

## Biographie
Ioulia Sergueïevna Salnikova commence le tennis à l’âge de 10 ans.
Sous le nom de Ioulia Salnikova (Sergueïevna indique simplement que son père porte le prénom Sergueï), elle est membre de l'équipe soviétique de Coupe de la Fédération durant trois saisons de 1980 à 1982. Classée no 1 soviétique, c'est dans ce cadre qu'elle a connu ses plus importantes victoires en 1981, battant des joueuses comme Virginia Wade ou Renáta Tomanová (membres du top 50), ce qui lui a valu une distinction par le titre de maître des sports de classe internationale (ru).
Sacrée vice-championne d'Europe junior à trois reprises (1978, 1980, 1981) et championne en double en 1979 et 1981, elle remporte six championnats d'URSS dont trois en 1982 (simple, double, mixte). Membre du Dinamo puis du Spartak Moscou, elle s'illustre dans diverses compétitions au cours des années 1980 telles que la Spartakiade en 1983, la Coupe de l'URSS par équipe, le championnat de Moscou. Troisième meilleure joueuse de son pays en 1985, elle remporte quelques tournois à l'étranger en Bulgarie, au Japon et en France. Les restrictions de voyages et ses désaccords avec les entraîneurs fédéraux ne permettent pas à sa carrière de décoller.
À 20 ans (vers 1985), elle arrête les compétitions pour suivre des études de journalisme à l'université d'État de Moscou et obtient un diplôme en 1990. Vivant à Berlin-Ouest à partir de 1988, elle part ensuite vivre en Grèce après son mariage avec Apóstolos Tsitsipás en 1991 et prend la nationalité grecque, continuant à jouer sous ses nouvelles couleurs jusqu'en 1997.
Elle ne passe professionnelle qu'en 1990 et remporte cette année-là quelques tournois secondaires en Allemagne. N'intégrant que très rarement le tableau principal des tournois du circuit WTA, elle met fin à sa carrière internationale deux ans plus tard avec pour meilleur résultat un huitième de finale à Athènes. Elle joue ensuite dans le championnat de France interclub avec le Tennis Club de Plaisir jusqu'en 1997.

## Parcours en Coupe de la Fédération
| #                                                                      | Date       | Lieu        | Surface      | Gagnante(s)                     | Perdante(s)                   | Score         |          |
|                                                                        |            |             |              |                                 |                               |               |          |
| 1980 - 1/4 de finale (groupe mondial) - États-Unis - URSS - 3 : 0      |            |             |              |                                 |                               |               |          |
| 1                                                                      | 19/05/1980 | Berlin      | Terre (ext.) | Rosie Casals Kathy Jordan       | Julia Salnikova Olga Zaitseva | 6-4, 6-1      | Parcours |
|                                                                        |            |             |              |                                 |                               |               |          |
| 1981 - 1er tour (groupe mondial) - URSS - Danemark - 3 : 0             |            |             |              |                                 |                               |               |          |
| 2                                                                      | 09/11/1981 | Tokyo       | Terre (ext.) | Julia Salnikova                 | Tine Scheuer-Larsen           | 6-4, 6-3      | Parcours |
|                                                                        |            |             |              |                                 |                               |               |          |
| 1981 - 2e tour (groupe mondial) - URSS - Tchécoslovaquie - 2 : 1       |            |             |              |                                 |                               |               |          |
| 3                                                                      | 09/11/1981 | Tokyo       | Terre (ext.) | Julia Salnikova                 | Renáta Tomanová               | 6-1, 7-5      | Parcours |
|                                                                        |            |             |              |                                 |                               |               |          |
| 1981 - 1/4 de finale (groupe mondial) - Grande-Bretagne - URSS - 2 : 1 |            |             |              |                                 |                               |               |          |
| 4                                                                      | 09/11/1981 | Tokyo       | Terre (ext.) | Julia Salnikova                 | Virginia Wade                 | 6-4, 7-6      | Parcours |
|                                                                        |            |             |              |                                 |                               |               |          |
| 1982 - 1er tour (groupe mondial) - URSS - Espagne - 3 : 0              |            |             |              |                                 |                               |               |          |
| 5                                                                      | 19/07/1982 | Santa Clara | Dur (ext.)   | Julia Salnikova                 | Baldovinos-Cibeira            | 6-3, 6-3      | Parcours |
|                                                                        |            |             |              |                                 |                               |               |          |
| 1982 - 2e tour (groupe mondial) - URSS - Pérou - 2 : 1                 |            |             |              |                                 |                               |               |          |
| 6                                                                      | 19/07/1982 | Santa Clara | Dur (ext.)   | Julia Salnikova                 | Pilar Vásquez                 | 7-5, 6-3      | Parcours |
| 6                                                                      | 19/07/1982 | Santa Clara | Dur (ext.)   | Ludmila Makarova Julia Apostoli | Laura Arraya Pilar Vásquez    | 2-6, 6-4, 6-3 | Parcours |
|                                                                        |            |             |              |                                 |                               |               |          |
| 1982 - 1/4 de finale (groupe mondial) - URSS - Australie - 0 : 3       |            |             |              |                                 |                               |               |          |
| 7                                                                      | 19/07/1982 | Santa Clara | Dur (ext.)   | Dianne Fromholtz                | Julia Salnikova               | 6-4, 6-2      | Parcours |

## Classements WTA

### Classements en simple en fin de saison
| Année | 1990 | 1991 | 1992 | 1994 | 1995 |
| Rang  | 206  | 265  | 385  | 516  | 551  |

Source : (en) « Classements de Julia Apostoli », sur le site officiel du WTA Tour

### Classements en double en fin de saison
| Année | 1990 | 1991 | 1992 | 1994 |
| Rang  | 256  | 266  | 192  | 806  |

Source : (en) « Classements de Julia Apostoli », sur le site officiel du WTA Tour